# Salinas (Ecuador)
Salinas ist eine Stadt und ein Municipio im äußersten Westen der im November 2007 neu eingerichteten Provinz Santa Elena an der Pazifikküste Ecuadors, etwa 145 km westlich von Guayaquil. Sie ist seit 1937 Hauptort des Kantons Salinas. Salinas und die angrenzenden Städte La Libertad und Santa Elena sind heute praktisch zusammengewachsen.
Mit ihren rund 50.000 Einwohnern (49.752 nach Zählung 2001) und 1 Million Besuchern jährlich ist die Stadt der touristischste Ort an Ecuadors Küste und Naherholungsgebiet für zahlreiche Einwohner des 144 km entfernten Guayaquil. In und um Salinas gibt es zahlreiche Strände, die aufgrund des konstant warmen Klimas das ganze Jahr über besucht werden können. Der bekannteste der Strände ist die Playa de Chipipe.
Salinas war ursprünglich ein kleines Fischerdorf, das 1929 zum ländlichen Kirchspiel des Kantons Santa Elena erhoben wurde und 1937 zu einem eigenen Kanton wurde. Der Ort lebte in der ersten Hälfte des 20. Jahrhunderts vor allem von der Fischerei und der Gewinnung von Salz; Salinas war außerdem ein wichtiger Hafen Ecuadors. Von 1936 bis 1949 bestand zwischen Salinas und Guayaquil eine Eisenbahnverbindung. 
In Salinas befindet sich ein wichtiger Stützpunkt der ecuadorianischen Marine sowie am Flughafen General Ulpiano Paez (SNC) die Hochschule der ecuadorianischen Luftwaffe, in der Vorauswahl und Ausbildung der Piloten der ecuadorianischen Luftstreitkräfte stattfinden. 

## Municipio
Das Municipio Salinas hat eine Fläche von 25,5 km². Beim Zensus 2010 lebten 24.789 Einwohner im Municipio.
Das Municipio umfasst folgende Parroquias urbanas:
- Carlos Espinosa Larrea (⊙)
- General Alberto Enriquez Gallo (⊙)
- Santa Rosa (⊙, am 24. Mai 2001 gegründet)
- Vicente Rocafuerte (⊙)

Das Municipio Salinas grenzt im nördlichen Osten an La Libertad sowie im südlichen Osten an die Parroquia rural José Luis Tamayo.